# Gaspar Corte-Real
Gaspar Corte-Real (1450,? Terceira, Azorské ostrovy – 1501,? Atlantik, jižně od Nového Foundlandu.) byl portugalský mořeplavec a nejmladší syn João Vaz Corte-Reala.
V roce 1500 byl pověřen portugalským králem Manuelem I., aby prozkoumal Nový svět, nalezl Severozápadní průjezd a ujistil ho o svrchovanosti nově objevených zemí. Dne 12. května 1500 vyplul z Lisabonu s dvěma loděmi na západ. Dostal se do ledových polí nedaleko Grónska a byl unášen ke kanadskému břehu, kam nakonec dorazil. navštívil i Labrador a vrátil se s 50 Indiány do Evropy. Následující rok se vypravil znovu hledat Severozápadní průjezd, tentokrát s třemi loděmi. Doplul k Labradoru a sledoval pobřeží až k Novému Foundlandu a dále na jih, ale tam jeho loď zmizela.
Jeho bratr, který velel jedné z lodí se vrátil do Portugalska a v roce 1502 se vydal bratra hledat, zůstal však rovněž pohřešován. Poté se Portugalsko vzdalo myšlenky doplout průjezdem do Asie, ale využilo objevených moří k rybolovu.